# Воротышино
Воротышино — деревня в Ярцевском районе Смоленской области России. Входит в состав Мушковичского сельского поселения. Население — 23 жителя (2007 год). 
Расположена в центральной части области в 7 км к северо-западу от Ярцева, в 7 км севернее автодороги М1 «Беларусь», на берегу реки Пальна. В 8 км юго-восточнее деревни расположена железнодорожная станция Ярцево на линии Москва — Минск. 

## История
В годы Великой Отечественной войны деревня была оккупирована гитлеровскими войсками в июле 1941 года, освобождена в сентябре 1943 года.